# Tullia d'Aragona
Tullia d'Aragona (Roma, 1510 - Roma, 1556) va ser una poetessa italiana, autora i filòsofa, a més de cortesana honesta, elogiada per les seves capacitats intel·lectuals.

## Biografia
Nascuda a Roma, va viure a Venècia, Ferrara, Siena, Florència abans de tornar a la seva ciutat natal. Estudiosos discuteixen si Penelope d'Aragona, nascuda el 1535, era la seva filla o germana, com alguns proposen. No obstant això va tenir un fill, Celio, que està esmentat al seu testament. Com que la seva mare no va estar casada amb el seu presumpte pare (el cardenal Luigi d'Aragona ), la vida de Tullia va estar marcada per l'estigma del naixement il·legítim d'una mare cortesana, d'una banda, i la fama literària, de l'altra.

## Obra
Les seves obres són Rime, la més coneguda, Dialogo della infinità di amore (1547), i un poema èpic, Il mechisno. El Dialogo, que manté la tradició platònica, està dedicada a Cosme I de Mèdici, duc de Florència. L'obra planteja una conversa filosòfica que té lloc a casa seva entre Lattanzio Benucci, Benedetto Varchi i la mateixa Tullia, en presència d'altres homes dels quals no se n'esmenta el nom, sobre la naturalesa de l'amor. El text, tot i que forma part d'una tradició i un gènere coneguts en la Itàlia del Cinquecento, constitueix el primer cas en què és una dona qui pren part activa i condiueix l'intercanvi epistemològic. Amb aquesta obra esdevé la primera dona a entrar en el debat sobre l'ètica de l'amor, i a defensar filosòficament i literèria la paritat entre dones i homes, així com a presentar-les com a capaces de la forma més exaltada d'amor, l'amor platònic, reservat fins aleshores als homes. Amb el poema èpic Il Meschino detto Il Guerrino, torna a plantejar la possibilitat de reciprocitat i respecte mutu en les relacions entre homes i dones.